# Neutor (Graz)

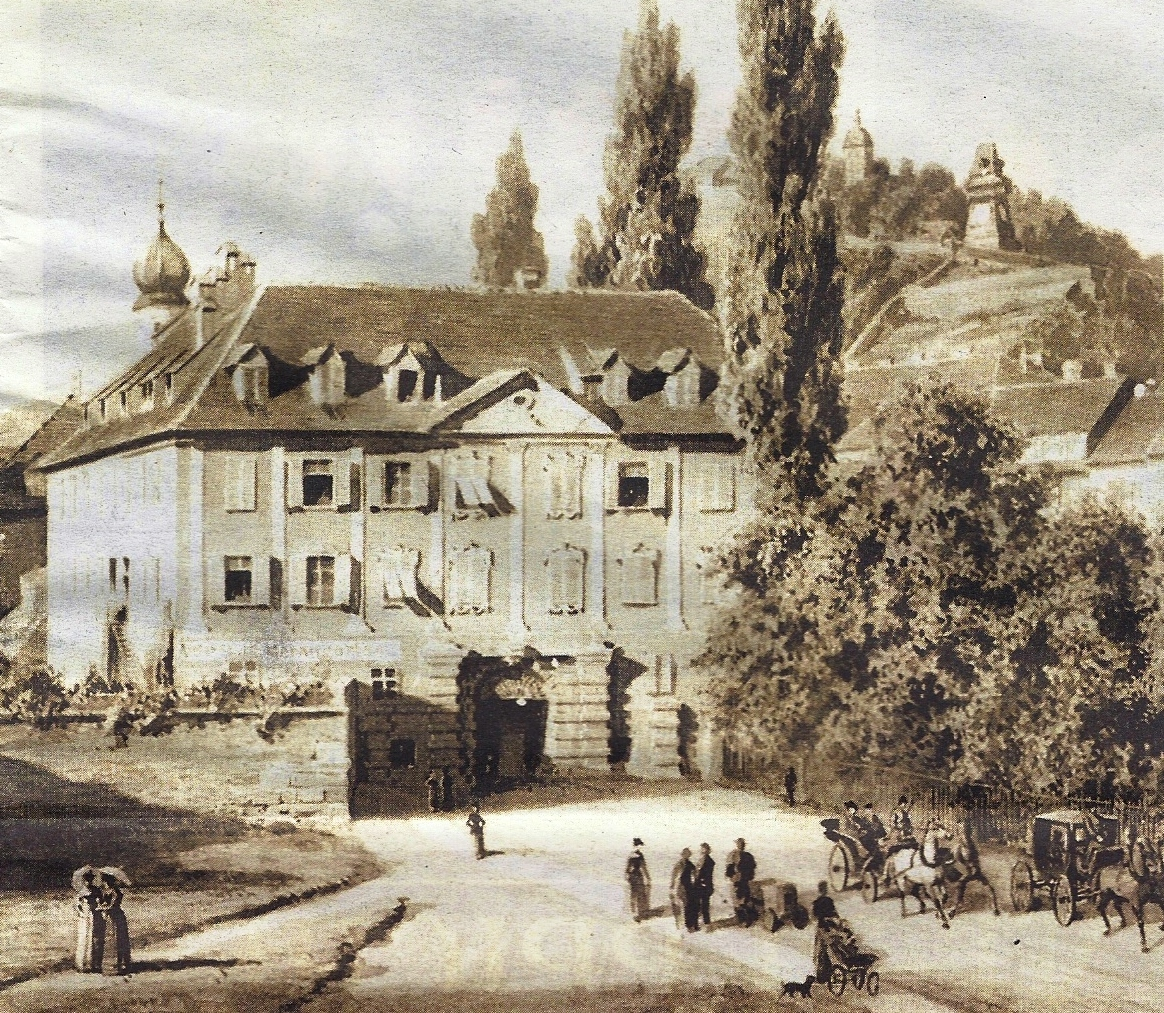
Neutor

Das Neutor war ein historisches Stadttor der Stadt Graz. Es stand von 1620 bis 1883/84 im ehemaligen Kälbernen Viertel im Bezirk Innere Stadt. Die heutige Neutorgasse ist nach der Toranlage benannt.

## Geschichte und Gestaltung
Im Zuge des Stadtausbaus Richtung Südwesten wurde das Neutor um 1620 errichtet. Es schloss das Kälberne Viertel, das seinen Namen von den Schlachtbänken hatte, mit in die Stadtbefestigung ein. Das Viertel lag bis zu diesem Zeitpunkt außerhalb der mittelalterlichen Stadtmauer. Das Neutor stand an der Kreuzung Kalcherberggasse/Neutorgasse. Den ursprünglich kleinen Baukörper erweiterte man in der Folgezeit zu einem zweistöckigen und bewohnten Torhaus mit annähernd quadratischem Grundriss. 
Architekt Peter Fasol erweiterte das „Statt Gepey“ (Torhaus): Die Abrechnung des Jahres 1641 ergab 4830 fl, wovon Baumeister Peter „Fassol“ 789 fl, Steinhauermeister Hans Mamolo 470 fl erhielt. Das Gebäude war bewohnt und beherbergte einen Militärwachposten.
1780/90 erhielt die Außenseite eine klassizistische Fassade mit Zopfdekoration. Stadtseitig besaß das Neutor drei Toröffnungen: das Haupttor mit einem Rustikaportal, ein kleineres mittleres Portal und ein vermauertes Steinportal. Eine Besonderheit der Tordurchfahrt war die s-förmige Krümmung, die das Passieren erschwerte.
Im 19. Jahrhundert lag östlich der Anlage der botanische Garten des nahen Joanneums, westlich davon befand sich noch die ehemalige Neutorbastei mit dem Merangarten samt Gastwirtschaft. Um 1860 fällten Stadt und Land den Beschluss zur Erweiterung des Joanneums durch einen Neubau und den Bau der Landesbibliothek. Die Gartenanlagen wurden verkauft, das Neutor 1883 abgetragen und die Grazer Hauptpost sowie das neue Joanneum und der Justizpalast errichtet.
Im Frühjahr 2023 stieß man im Zuge der Grabungsarbeiten für eine Straßenbahnlinie bei der Großbaustelle in der Grazer Neutorgasse auf das alte Neutor. Nach einer historischen Vorerhebung im Baustellenbereich für die sogenannte Innenstadtentflechtung kam der Fund jedoch nicht unerwartet. Die Fundamente werden freigelegt, vermessen, dokumentiert und danach abgerissen.